# Porto de Estrela
O Porto de Estrela é um porto brasileiro localizado na cidade de Estrela, no rio Taquari, estado do Rio Grande do Sul.
O acesso até ele foi permitido com a construção da eclusa de Bom Retiro do Sul. O acesso é permitido a embarcações de até 2,5 metros de calado com até 90 metros de comprimento e 16 metros de boca, com capacidade de transportar até 3.000 toneladas. Nesse porto, inaugurado em 1977, encontra-se o entroncamento Rodo-Hidro-Ferroviário e está localizado a 142 km do porto de Porto Alegre, a 400 km do porto de Pelotas e a 450 km do porto de Rio Grande.
A infra-estrutura para embarque, armazenagem e desembarque instalada no porto de Estrela permite a recepção de 4.000 toneladas diárias de grãos e conta com a capacidade estática de armazenamento de 90.000 toneladas, oportunizando a expedição de 10.000 toneladas diárias de cargas a granel. O porto conta ainda com um armazém de carga geral de 2.300 m². O cais é de 585 metros de comprimento, com seis berços de atracação e possui dois guindastes sobre esteiras. [carece de fontes?]
Está em estudos a implantação de equipamentos que permitam o transporte por containers, o que favoreceria o transporte de vários tipos de mercadorias, dentre as quais o fumo para exportação, beneficiado em Santa Cruz do Sul, distante 60 km de Estrela. [carece de fontes?]
O complexo do porto era administrado pela Companhia Docas, do Governo Federal (União). A partir de 2014, o porto passou a ser administrado pela Superintendência de Portos e Hidrovias do estado do Rio Grande do Sul .

## Dados gerais sobre o Porto de Estrela

### Origem
Sua construção foi iniciada em dezembro de 1975, conforme projeto destinado a atender à demanda do transporte de trigo e soja no corredor de exportação do porto de Rio Grande. As instalações de atracação e armazenagem foram inauguradas em 12 de novembro de 1977.

### Área de influência
Abrange as áreas central, nordeste, norte e noroeste do estado do Rio Grande do Sul.

### Área do porto organizado
Conforme a Portaria-MT nº 1.042, de 20 de dezembro de 1993 (D.O.U. de 24 de dezembro de 1993), a área do porto organizado de Estrela, no estado do Rio Grande do Sul, é constituída:
a) pelas instalações portuárias terrestres existentes na cidade de Estrela, na margem esquerda do rio Taquari, no trecho compreendido entre os pontos quilométricos (PKs) 140 e 145, abrangendo todos os cais, docas, pontes e píeres de atracação e de acostagem, armazéns, edificações em geral e vias internas de circulação rodoviária e ferroviária e ainda os terrenos ao longo dessas áreas e em suas adjacências pertencentes à União, incorporados ou não ao patrimônio do porto de Estrela ou sob sua guarda e responsabilidade;
b) pela infra-estrutura de proteção e acessos aquaviários, compreendendo as áreas de fundeio, bacias de evolução, canal de acesso e áreas adjacentes a esse até as margens das instalações terrestres do porto organizado, conforme definido no item "a" acima, existentes ou que venham a ser construídas e mantidas pela Administração do Porto ou por outro órgão do poder público.

### Acessos
- Rodoviário – pela rodovia estadual transitória RS-453/BR-453 e pela BR-386;
- Ferroviário – pelo ramal de uma das linhas da Ferrovia Sul-Atlântico S/A, malha Sul, antiga Superintendência Regional Porto Alegre (SR 6), da Rede Ferroviária Federal S.A. (RFFSA), que dista 11 km da cidade de Estrela;
- Fluvial – pelo rio Taquari até a confluência com o rio Jacuí, ligando-se por esse à Laguna dos Patos.

### Instalações
O cais de acostagem, com 585m de extensão, dispõe de seis berços, sendo três para operações de embarque e três para desembarque. Conta com dois armazéns graneleiros, um para 13.000t e outro para 37.000t de capacidade estática, e um silo vertical de 40.000t, alugado para a Companhia Estadual de Silos e Armazéns (Cesa). Para carga geral, existe um armazém com 2.260m2.